# Daniel Bomberg

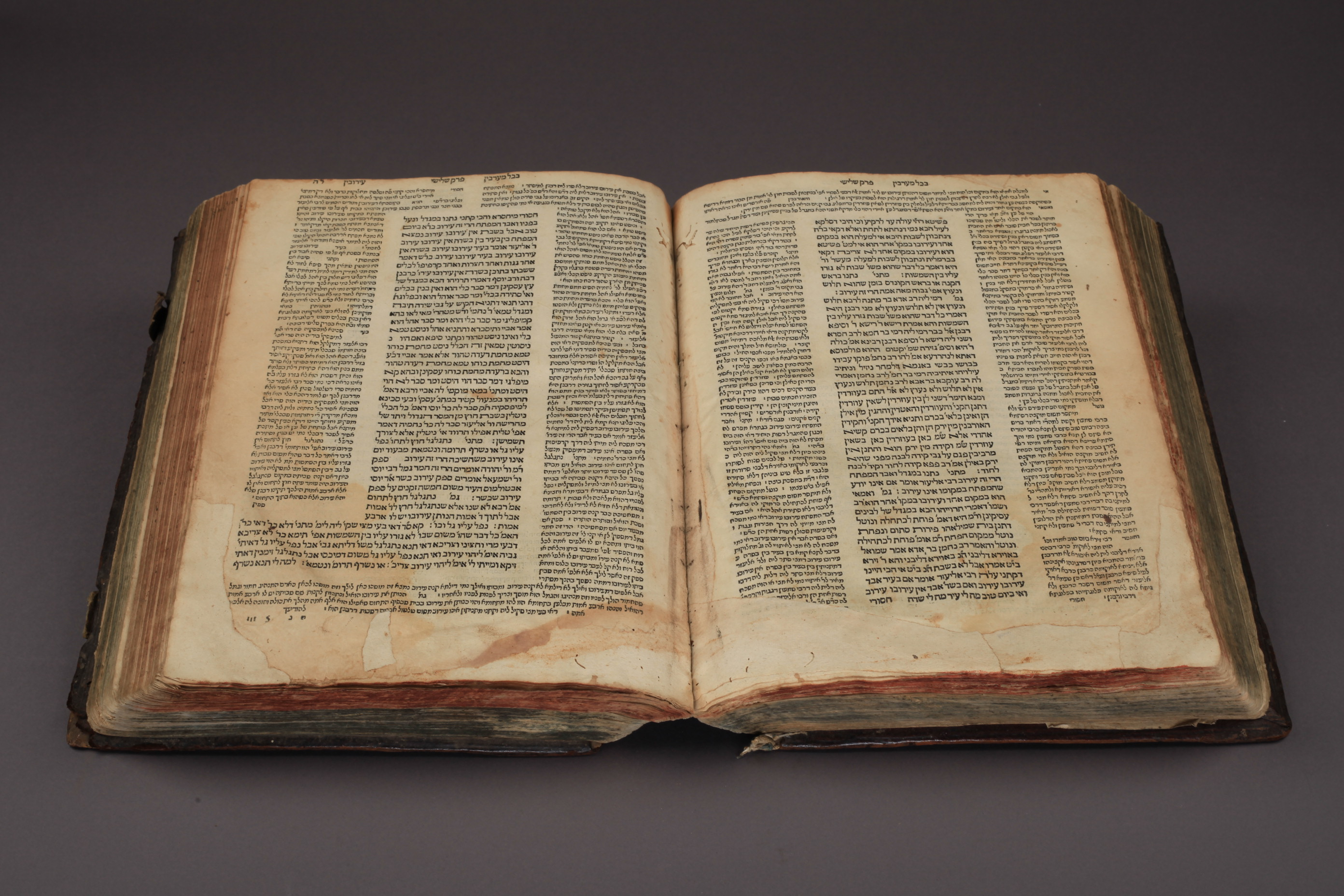
Babylonischer Talmud mit verschiedenen Traktaten, gedruckt von Daniel Bomberg und Ambrosius Froben aus dem 16. Jahrhundert, in der Sammlung des Jüdischen Museums der Schweiz.

Daniel Bomberg (* 1470/80 in Antwerpen; † 1549 ebenda) war ein flämischer Drucker und Verleger hebräischer Bücher während der Renaissance. Das Jüdische Lexikon bezeichnet ihn als „einen der bedeutendsten hebräischen Buchdrucker aller Zeiten“.

## Leben
Daniel Bomberg (de Bomberghe, van Bomberghen) wurde zwischen 1470 und 1480 in Antwerpen geboren. Bereits sein Vater Cornelius stand in Geschäftsbeziehungen mit dem Dogen von Venedig. Den Impuls, eine Druckerei für hebräische Bücher einzurichten, verdankte Daniel Bomberg Felix Pratensis (Fra Felice da Prato), einem 1503 in Rom getauften Juden. Der Papst hatte Pratensis aufgefordert, eine solche Druckerei zu betreiben, dieser konnte das geschäftliche Risiko jedoch nicht selbst tragen. Daniel Bomberg erhielt 1512 das Privileg des Dogen Leonardo Loredan für den Druck hebräischer Bücher. In seiner Offizin arbeiteten zunächst jüdische Konvertiten, später aus Spanien ausgewiesene Juden als Schriftsetzer und Korrektoren. Bombergs Offizin druckte zwischen 1516 und 1538/39 die erste und zweite Rabbinerbibel sowie den Babylonischen Talmud und den Jerusalemer Talmud. Kein Setzer ist namentlich bekannt. Folgende jüdische Gelehrte arbeiteten als Korrektoren in Bombergs Offizin:
- Chijja Meir ben David, Rabbiner aus Venedig;
- Jakob ben Chajim ibn Adonija aus Tunis;
- Chajim ben Moses Alton;
- David Pizzighettone, Rabbiner und Arzt aus Venedig;
- Abraham de Balmes ben Meir, Arzt, Mathematiker, Philologe und Philosoph;
- Kalonymos ben Meir, Arzt und Philosoph;
- Jesaja Parnas aus Reggio;
- Elijah Levita;[5]
- die Söhne des Baruch Adelkind aus Padua.

Nach der ersten Rabbinerbibel von 1517/18 folgte 1524/25 die zweite (große Bomberg-Bibel, im Wesentlichen auf Basis des Textes des Masoreten Aaron ben Ascher, der auch die Billigung des Maimonides gefunden hatte). Letztere wurde allen späteren Ausgaben der Rabbinerbibel zugrunde gelegt.
Daniel Bomberg war auch der erste Verleger der Gesamtausgabe des Babylonischen Talmud (1520–23; die zweite Ausgabe wurde 1531 vollendet) und stellte dafür – da er selbst Christ war – jüdische Gelehrte an, die jüdisch-religiöse Literatur redigieren konnten. Bis 1549 publizierte er über 200 Werke in hebräischer Sprache.
Sein Erstdruck fixiert durch Einführung der Folio-Zählung die äußere Form der Drucke aller folgenden Ausgaben des Babylonischen Talmud bis heute: jeweils Textbeginn eines Traktats auf Blatt 2, da Blatt 1 dem Titelblatt vorbehalten ist. Vorder- und Rückseite jeden Blatts werden als „a“ und „b“ gezählt. Die Seitenaufteilung bleibt bei allen Ausgaben gleich, ebenso die Beifügung des Raschi-Kommentars auf der Innenseite des Textes sowie der Tosafot auf der Außenseite.
Bomberg war wohlhabend und hatte eine gute Erziehung genossen. Er sprach selbst Hebräisch und war bei den Juden hochgeachtet. 1538 hatte Bomberg sein bedeutendes ererbtes Vermögen aufgebraucht und zog sich aus der Druckerei zurück. 1539 musste Bomberg nach Antwerpen zurückkehren, wo er starb.

## Werke
- The Talmud editions of Daniel Bomberg. A comprehensive collection of all tractates of the four editions by Bomberg, Venice, 1520-1549 on microfiches, IDC, Leiden 1995 ff.
  - 1. – 1995, (175 Mikrofiches)
  - 2. – 1996, (144 Mikrofiches)
  - 3. – 1998, (112 Mikrofiches)
  - 4. – Guide, 2000
  - 5. – Supplement, 2000, (1 Mikrofiche)